# Paweł Nastula
Paweł Marian Nastula (Warschau, 26 juni 1970) is een voormalig Pools judoka. Nastula nam driemaal deel aan het judo op de Olympische Zomerspelen. Hij verloor in 1992 de wedstrijd om het brons, vier jaar later in Atlanta won Nastula olympisch goud. Nastula werd ook nog tweemaal wereldkampioen en driemaal Europees kampioen.

## Resultaten
- Wereldkampioenschappen judo 1991 in Barcelona  in de halfzwaargewicht
- Olympische Zomerspelen 1992 in Barcelona 5e in het halfzwaargewicht
- Europese kampioenschappen judo 1994 in Gdańsk  in het halfzwaargewicht
- Europese kampioenschappen judo 1995 in Birmingham  in het halfzwaargewicht
- Wereldkampioenschappen judo 1995 in Chiba  in de halfzwaargewicht
- Europese kampioenschappen judo 1996 in Den Haag  in het halfzwaargewicht
- Olympische Zomerspelen 1996 in Atlanta  in het halfzwaargewicht
- Wereldkampioenschappen judo 1997 in Parijs  in de halfzwaargewicht
- Europese kampioenschappen judo 1999 in Bratislava  in het halfzwaargewicht

1972: Sjota Tsjotsjisjvili ·
1976: Kazuhiro Ninomiya ·
1980: Robert Van de Walle ·
1984: Ha Hyoung-zoo ·
1988: Aurélio Miguel ·
1992: Antal Kovács ·
1996: Paweł Nastula ·
2000: Kosei Inoue ·
2004: Ihor Makarov ·
2008: Tuvshinbayar Naidan · 
2012: Tagir Chajboelajev · 
2016: Lukáš Krpálek · 
2020: Aaron Wolf · 
2024: Zelym Kotsoiev
- International Standard Name Identifier: 0000 0001 1240 6874
- Virtual International Authority File: 163777809